# Vlag van Eenrum

Vlag van de gemeente Eenrum
(1962-1979)

De vlag van Eenrum werd op 15 mei 1962 door de gemeenteraad van Eenrum vastgesteld als gemeentevlag.
De vlag verviel als gemeentevlag toen in 1979 Eenrum werd samengevoegd met Ulrum, Kloosterburen en Leens tot een nieuwe gemeente Ulrum. Deze gemeente is in 1992 hernoemd tot De Marne. Sinds 2019 valt Eenrum onder de gemeente Het Hogeland.

## Beschrijving en verklaring
De vlag kan als volgt worden beschreven:
Rood, met aan de bovenzijde en aan de onderzijde een in drie evenhoge banen van blauw en wit verdeelde baan ter hoogte van 1/3 van de rode baan en met een gele zespuntige ster staande op twee punten.
De kleuren zijn ontleend aan het gemeentewapen. De ster is een algemeen in de voormalige gemeente erkend symbool dat zeer groot voorkomt op de monumentale kerk in de hoofdplaats Eenrum.

## Verwante afbeeldingen

Het wapen van Eenrum